# يو تشونغ هونج
يو تشونغ هونج (بالإنجليزية: You Chung Hong)‏ هو محامي أمريكي، ولد في 4 مايو 1898 في سان فرانسيسكو في الولايات المتحدة، وتوفي في نوفمبر 1977.